# Eucalyptus nova-anglica
Eucalyptus nova-anglica är en myrtenväxtart som beskrevs av Deane och Joseph Henry Maiden. Eucalyptus nova-anglica ingår i släktet Eucalyptus och familjen myrtenväxter. Inga underarter finns listade i Catalogue of Life.

## Bildgalleri

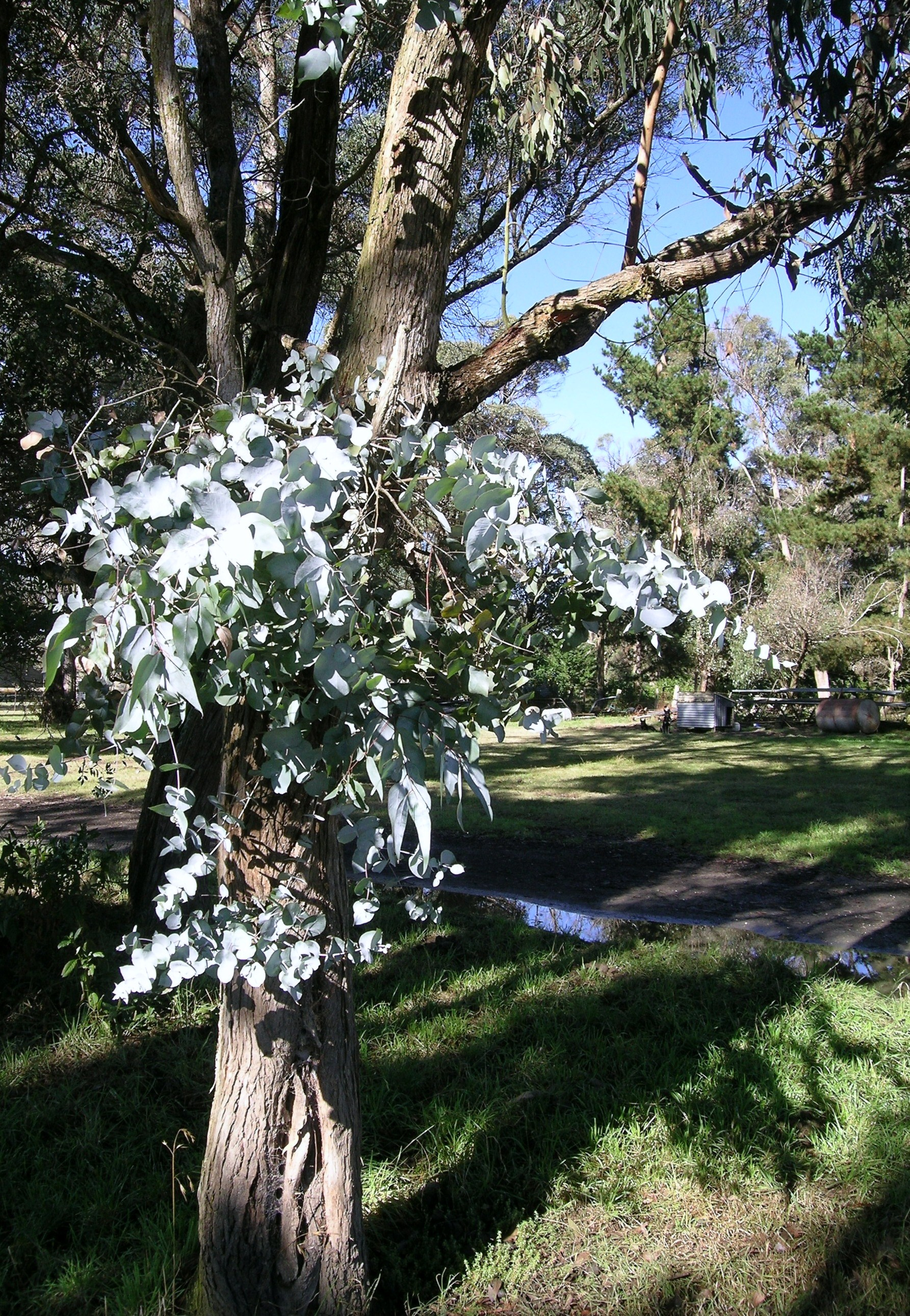